# Segle XXVI aC
El segle XXVI aC és un període de l'edat antiga marcat pel domini d'Egipte i Mesopotàmia, tant des del punt vista militar i econòmic com cultural.

## Política
A Egipte regna la IV Dinastia, a la qual destaca el faraó Kheops, tant pels monuments que va erigir com per les expedicions militars que van servir per sotmetre els pobles del Sinaí i així aconseguir més aliments. A Mesopotàmia puja al poder la Primera dinastia d'Ur, ocupant la preeminència d'Uruk. Segons la tradició historiogràfica xinesa, s'hi esdevé la batalla de Banquan.

## Economia i societat
Es domestiquen el dromedari i el camell, animals que ocuparan un lloc clau en les rutes comercials a través del continent africà i l'Orient, ja que aguanten dies amb poca aigua i resisteixen bé les altes temperatures.

## Invencions i descobriments
La lira trobada als gravats d'Ur prova que aquest instrument s'usava a la cort durant aquesta època. Al nord d'Europa s'inventen els esquís per desplaçar-se sobre la neu i el gel. 

## Art, cultura i pensament
Proliferen els grans llocs de culte públic a diverses civilitzacions, per exemple es continua la construcció de Stonehege o s'edifiquen els primers monuments de Mohenjo-Daro. Els faraons són divinitzats després de la seva mort, en la línia del culte que se'ls ret en vida.
Neix l'idioma maia com a llengua separada de les veïnes.
Dins l'art, cal destacar la construcció de l'Esfinx de Guiza, una icona cultural.